# Basílica de San Gennaro en Antignano

El interior de la basílica pontificia menor de San Gennaro en Antignano

La basílica pontificia menor de San Gennaro en Antignano es una basílica, una de las iglesias monumentales de Nápoles; se encuentra en el V Municipio de Arenella-Vomero, en el distrito de Vomero, en Via San Gennaro ad Antignano n.º 82.
Fue iniciada el 27 de diciembre de 1904 y terminada en  en 1968 por Marcello Mimmi, consagrada en basílica menor por  el Papa Pío X, siendo sede de la (parroquia de San Giovanni Battista dei Fiorentini) del área de Vomero del V Decanato de la archidiócesis de Nápoles.

## Historia
Cercano al lugar donde, en el año 315, se produjo por primera vez el milagro de la fusión de la santisima y muy pía sangre de San Gennaro, en 1897 se  demolio la pequeña capilla conmemorativa, de la que toma su nombre). Su nombre popular,  de "abbasci'ê ccapelle" (del napolitano: "hasta las capillas", que en realidad eran dos, dedicadas, respectivamente, a San Gennaro y a San Pietro), y tras el fracaso del proyecto, muy querido y apreciado por Fernando II de Borbón, para la construcción de una basílica inspirada en la de San Francesco di Paola, diseñada por Francesco Cappelli y Giuliano Taglialatela.
El primitivo y antigua capilla fue fundada durante la Edad Media, en una fecha hoy desconocida; En el siglo XVII, Camillo Tutini y Carlo Celano informaron de la presencia de "un pequeño altar y sobre él, la cabeza de mármol del Santo ", construido en una época muy temprana, y ya destino de suntuosas procesiones de numerosos fieles.
El primitivo edificio religioso fue fundado durante la Edad Media, en fecha aún desconocida; sin embargo, en el siglo XVII, Camillo Tutini y Carlo Celano informaron de la presencia de " un pequeño altar y sobre él la cabeza de mármol del Santo ", construido en una época muy temprana, y ya destino de suntuosas procesiones de numerosos fieles.
En 1707 la duquesa de Diano Brigida Spinola, viuda del marqués de Ramonte Marcello Calà, y su hijo Filippo Ossorio olim Calà, marqués de Villanova, propietarios del terreno donde se encontraba el edículo, encargaron la construcción de " una bóveda a modo de capilla ". . En la fachada de este complejo se colocó la mencionada cabeza del Santo, de factura del siglo XVI, hoy incorporada a un monumento de roca piperno situado cerca de Via Conte della Cerra, mientras que en el interior había una placa que conmemoraba la fundación.
A finales de siglo dicha capilla dedicada a San Gennaro pasó a ser posesión de la familia Vacchiano y quizás pasó a ser llamada por el nombre de sus propietarios (concretamente capilla Vacchiano), quienes luego la vendieron al rey Fernando II de Borbón en 1857, que proyectó construir allí una basílica que, sin embargo, quedó inacabada debido a la caída de la dinastía de los Borbones.
En 1897 (quizás 1895) el complejo fue demolido, a pesar de que Vittorio Emanuele II lo declaró monumento nacional en 1861.
En 1902 monseñor Gennaro Sperindeo (1870 - Nápoles, 1954) proyectó la construcción de una iglesia recogiendo limosnas, dada la indignación de los habitantes de la zona por la demolición de la antigua capilla y también con motivo del decimosexto centenario del martirio. de San Genaro.
El terreno que debía albergar la basílica en construcción fue, en un principio, identificado como el de enfrente (al otro lado de la carretera, el del sur, donde se ubicaba la capilla derribada) en el que, luego, se En realidad, la basílica fue construida como basílica.
La primera parcela estaba expuesta al norte y, por tanto, la fachada de la basílica habría sido oscura y, dada la vertiente norte – [sur del camino, hundida; se intercambió con el de enfrente (al norte) y se iniciaron las obras.
El 27 de diciembre de 1904 se colocó la primera piedra y el 10 de septiembre de 1905 se inauguró, abriéndose únicamente la cripta al culto. El trabajo continuó muy lentamente debido a problemas económicos.
El 19 de septiembre de 1932 se abrió al culto toda la basílica, pero todavía había que terminarla, faltaba incluso el revestimiento de la fachada.
En 1968 finalmente se completó la basílica.
No lejos del edificio, al comienzo de Via della Cerra, se encuentra un santuario que data de 1941, con una efigie de mármol de la cabeza de San Gennaro, tomada de la preexistente capilla Vacchiano, construida en 1707 por los propietarios del cercana Villa Pontaniana, en el mismo sitio y siempre dedicada al santo, para conmemorar, según la leyenda, la primera licuefacción milagrosa de su sangre, ocurrida, según una tradición local, cuando los huesos del mártir pasaban por aquel camino bajo el imperio. de Constantino.

### Templos anteriores
El estrecho espacio donde se levanta la actual basílica ha sido, al menos desde el siglo IV, lugar de construcción de numerosas iglesias y capillas que se han sucedido a lo largo del tiempo, y han contribuido a que no esté claro el emplazamiento y la atribución real de las obras. y eventos, son (lista parcial):
- Chiesa di Santa Maria del Soccorso o delle Gradelle nella Strada d'Antignano 40°51′14.34″N 14°13′50.42″E / 40.8539833, 14.2306722, sita in Piazzetta Arenella n.º 4, del 1577.[2]
- Chiesa di Santa Maria di Costantinopoli ad Antignano 40°50′50.30″N 14°13′44.85″E / 40.8473056, 14.2291250, non più esistente, già sita in Via San Gennaro ad Antignano altezza n.º 88, del 1662, fu edificata dal Protonotaro Giuseppe de Ponte (o d'Aponte). All'interno conteneva i sepolcri sia dello stesso Giuseppe de Ponte (+1664), sia quello di suo nipote Bernardino de Ponte (+1663). La chiesa fu abbattuta negli anni trenta, probabilmente per i danni irreversibili subiti con il terremoto del Vulture verificatosi nella notte tra il 23 e 24 luglio 1930. Potrebbe essere identificata anche con le seguenti:
  - Chiesa di Maria Santissima di Costantinopoli nel Fondeco della Corona, del 1706-1778;[3]
  - Chiesa di Santa Maria di Costantinopoli ad Antignano - Complateari di Antignano, del [[1821; nel 1853 risulta essere dipendente dalla Parrocchia di Santa Croce ad Orsolone; nel 1917 risulta essere succursale delle Parrocchie di Santa Maria del Soccorso all'Arenella e di Santa Croce ad Orsolone;[4][5][6]
  - Congregazione di Maria Santissima di Costantinopoli, del 1822;[7]
  - Chiesa di Santa Maria di Costantinopoli ad Antignano, del 1866.[8][9]
- Edicola di Santa Maria Vergine del Rosario ad Antignano 40°50′51.03″N 14°13′38.93″E / 40.8475083, 14.2274806, sita in Via Annella di Massimo angolo Piazzetta Antignano (sulla parete laterale dello storico palazzo del Dazio ad Antignano). Potrebbe essere identificata anche con le seguenti:
  - Cappella di Santa Maria Vergine del Rosario ad Antignano, della Famiglia Galluppo, del 1731;[10]
  - Cappella di Maria Santissima del Rosario ad Antignano, della Famiglia Nadia, del 1825;[11]
  - Edicola di Santa Maria Vergine del Rosario di Pompei ad Antignano, restaurata nel 2004 dal Comitato degli Ambulanti e Commercianti dell'Antico Borgo di Antignano.
- Cappella di San Giacomo ad Antignano 40°50′50.00″N 14°13′50.00″E / 40.8472222, 14.2305556, non più esistente, della Famiglia Catucci, del 1738.[12][13]
- Cappella di Maria di Costantinopoli ad Antignano 40°50′50.00″N 14°13′50.00″E / 40.8472222, 14.2305556, non più esistente, della Famiglia Gamboa, del 1748.[14]
- Cappella di Maria Santissima Immacolata e San Giuseppe al Vomero 40°50′50.00″N 14°13′50.00″E / 40.8472222, 14.2305556, non più esistente, della Famiglia Pisanelli, del 1779.[15]
- Chiesa di San Gennariello al Vomero o della Piccola Pompei al Vomero 43°50′45.18″N 14°13′51.67″E / 43.8458833, 14.2310194, sita in Via Filippo Cifariello nº 6. È identificata anche con le seguenti:
  - Chiesa di San Gennaro al Vomero, del 1788; col nome di Chiesa di San Gennarello, nel 1853 risulta essere dipendente dalla Parrocchia di Santa Maria del Soccorso all'Arenella;[16][17]
  - Ospizio di San Gennarello al Vomero, del 1805;[18]
  - Convento dei Minori Conventuali di San Gennerello al Vomero, del 1854.[19]
- Edicola di San Gennaro ad Antignano 40°50′50.24″N 14°13′46.79″E / 40.8472889, 14.2296639, non più esistente, della Famiglia De Simone, del 1816.[20]
- Chiesa di San Gennaro al Vomero 40°50′41.81″N 14°13′53.25″E / 40.8449472, 14.2314583, sita in Via Gian Lorenzo Bernini nº 55, del 1892.
- Edicola di San Gennaro ad Antignano 40°50′50.30″N 14°13′47.50″E / 40.8473056, 14.2298611, sita in Via Conte della Cerra quasi all'angolo con Via Vincenzo D'Annibale e Via San Gennaro ad Antignano, del 1904.
- Basilica Minore Pontificia di San Gennaro ad Antignano 40°50′00.00″N 14°13′00.00″E / 40.8333333, 14.2166667, sita in Via San Gennaro ad Antignano nº 82. È quella di cui si parla in questa Voce di Wikipedia ed è identificata anche con le seguenti:
  - Chiesa di San Gennaro ad Antignano, del 1905-1906;[21][22]
  - Basilica Pontificia di San Gennaro ad Antignano, del 1908-1911.[23][24]
- Edicola di Sant'Anna ad Antignano 40°50′53.11″N 14°13′37.47″E / 40.8480861, 14.2270750, sita in Via Antignano nº 11 (nell'androne del palazzo), precedente al 1940.
- Edicola di San Gennaro ad Antignano 43°50′50.30″N 14°13′47.50″E / 43.8473056, 14.2298611, sita in Via Annella di Massimo nº 9 (nel cortile della storica Villa Pontano), fondata il 13 marzo 1949 dall'Unione Cattolica di San Gennaro.
- Edicola di Gesù Risorto ad Antignano 43°50′52.75″N 14°13′35.23″E / 43.8479861, 14.2264528, sita in Via Giuseppe Recco angolo Via Antignano, fondata nel 1950 da Raffaele Perrone, Pasquale Cenicola ed Eduardo Noviello, ricostruita nel 1990 dai Fedeli del Rione.
- Edicola di San Padre Pio da Pietrelcina ad Antignano 40°50′51.83″N 14°13′37.99″E / 40.8477306, 14.2272194, sita in Via Antignano nº 3 (nel cortile del palazzo), posteriore al 1990.

La basílica fue diseñada entre 1902 y 1904 por el Ing. Giuseppe Pisanti ( Ruoti, 19 de noviembre de 1826 - Nápoles, 28 de noviembre de 1913), con la colaboración en la realización del diseño del ingeniero. Silvio Castrucci ( Alvito, 21 de noviembre de 1854 - Alvito, 31 de agosto de 1919), quien también fue Director de Obras, sustituido luego, a su muerte, en 1919, por el Ing. Gaetano Cappa, quien inició el techado de la basílica, obra finalizada en 1932.

## Descripción
La planta de la basílica es de cruz latina, con 3 naves rematadas en 3 ábsides semicirculares; la central es más ancha que las laterales y está dividida por 12 columnas de granito gris con capiteles corintios en mármol blanco, sigue el estilo románico y paleocristiano del siglo IV d.C. C., del que existen muy pocos testimonios hoy visibles en Italia, en referencia al siglo IV|siglo]] en el que San Gennaro sufrió el martirio, pero revisitado en clave ecléctica.
El característico efecto policromado contrastante de la fachada y las paredes viene dado por la variedad alterna de materiales de los revestimientos de las paredes:
- en opus vittatum, sillares de toba amarilla napolitana con franjas horizontales de ladrillos rojos;
- en opus reticulatum, de toba napolitana amarilla y negra;

además, los contrastes cromáticos y materiales utilizados también se dan entre:
- las columnas de granito gris y los marcos de mármol blanco;
- en las propias columnas, los capiteles de mármol blanco y las bases de travertino o piedra gris de Bellona ;
- las puertas de bronce y las correspondientes armaduras de hierro .

El techo tiene cerchas de madera.
La fachada tiene un frontón con dos vertientes laterales; hay 3 portales y tienen compartimentos rectangulares.

## Obra de arte
En el interior de la basílica se exhiben las siguientes obras de arte:

## Altar mayor y tabernáculo
En la intersección entre la nave y el crucero, sobre un eje vertical con la cúpula, se sitúa fuera del ábside el altar mayor, construido a partir de una tabla de mármol blanco, siguiendo el modelo de la basílica de Santa Cecilia en Trastevere en Roma con escalas verticales. paneles, en el delantero con el monograma de Cristo o crismón en la parte central lisa, en el trasero una cruz en la parte central lisa.
En el frente hay una pequeña reja de metal que actúa como ventilación para la cripta de abajo.
Preside el altar mayor un sencillo tabernáculo de bóveda de crucería de mármol blanco, con un pequeño crucifijo en la parte superior, sostenido por 4 columnas acanaladas con capiteles corintios, todas de mármol blanco.
Los bajorrelieves de mármol blanco, 1938, así como el altar mayor y el copón son obras de Michele Parlati (Montescaglioso, 1867-1938).